# Raymond A. Noury
Raymond Andre Noury (17. července 1923, Central Falls, Rhode Island – 20. prosince 2013, Providence, Rhode Island) byl americký voják účastnící se bombardovacích operací nad Evropou v druhé světové válce.

## Život
Narodil se do rodiny Josepha a Marie-Jeanne Nouryových ve městě Central Falls na severovýchodě USA. Po absolvování střední školy Sacred Heart v rodném městě vstoupil krátce po svých osmnáctinách k Armádnímu leteckému sboru. Zpočátku sloužil na východním pobřeží v ponorkových hlídkách, které vyhledávaly německé ponorky.

## Voják USAAF
K amerického vojenskému letectvu (USAAF) vstoupil Noury v roce 1943 a během tohoto roku se účastnil bojových operací v Severní Africe, Řecku a Itálii. K 1. listopadu téhož roku vznikla 15. letecká armáda (Fifteenth Air Force), aby ze základen v jižní Itálii prováděla strategické bombardování v Evropě a zapojovala se do leteckých bojů proti nepřátelským letadlům. R. Noury chtěl nejprve létat na menším dvoumotorovém bombardéru B-25 Mitchell, ale protože bylo potřeba sestavit posádky pro těžké bombardéry, stal se střelcem na bombardéru B-24J Liberator. U 15. letecké armády se do konce roku 1943 zúčastnil několika bojových misí.
Při vzdušném souboji prosinci 1943 vystřelil německý Messerschmitt v trupu letadla díru, kterou propadl člen posádky liberátoru. Noury jej pohotově zachytil a vytáhl zpět do letadla. Za záchranu života v boji byl vyznamenán Stříbrnou hvězdou Silver Star, třetím nejvyšším vojenským vyznamenáním pro jednotlivce, které je udělováno za odvahu v boji proti nepříteli.
Během ledna 1944 byl s dalšími přičleněn k 98. bombardovací skupině 15. letecké armády. Bojové mise pokračovaly i pro tuto skupinu, např. 10. února se R. Noury účastnil náletu na pobřeží u Anzia, který měl podpořit americké invazní jednotky. Letoun jeho posádky se tehdy setkal s protiletadlovým kanónem Flak a vrátil se s mnoha průstřely.

## Sestřelení u Nepomuku
V druhé polovině února 1944 probíhala mohutná operace „Argument“, které se účastnilo britské Královské letectvo a americká 15. a 8. letecká armáda. Cílem soustředěného bombardování bylo zničení nebo zásadní poškození továren leteckého průmyslu, aby nedokázaly německé Luftwaffe dodávat či opravovat letadla. Likvidace dodavatelů Luftwaffe mělo snížit bojovou sílu nepřítele při chystané červnové invazi do Normandie.
Jedenáctičlenná posádka Liberátoru „Miss Fortune“ (s.č. 42-73138-U) poručíka Georga Goddarda byla 22. února 1944 spolu s dalšími vyslána na nálet k bavorskému Řeznu, aby bombardovala leteckou továrnu firmy Messerschmitt. Pro dvacetiletého Raymonda Nouryho se jednalo o 17. leteckou operaci, podle jeho vzpomínek byla letka průběžně ostřelována a řada letadel se vracela zpět na základny. Liberátor „Miss Fortune“ byl mnohokrát zasažen, ale byl schopen pokračovat v letu. Pro špatnou viditelnost v oblasti primárního cíle mise se část letadel oddělila a vydala se k sekundárnímu cíli, což byly plzeňské Škodovy závody v Protektorátu Čechy a Morava. Nad Plzeňskem se rozpoutala bitva mezi Liberátory a německými stíhačkami Messerschmitt Bf 110G-2, první letecká bitva mezi americkou a německou armádou nad Protektorátem. Jeden ze stíhačů zaútočil na Liberátor poručíka Goddarda a poškodil jej natolik vážně, že se bombardér rychle zřítil nedaleko hájovny u samoty Dubeč v obci Prádlo na jižním Plzeňsku. V letadle zahynulo deset letců. V souboji byla sestřelena i další letadla na obou stranách.
Pravý boční střelec Raymond A. Noury byl z poškozeného letadla jedním z výbuchů na palubě vyhozen. Z bezvědomí po explozi se probral ve výšce zhruba 1500 metrů na svém poškozeném padáku, který se samovolně otevřel. Přistál u lesa nad Chocenicemi, do sněhu dopadl bez bot a s nohou zraněnou od střepiny. Při dopadu na sníh začal klouzat po svahu, ale soudil, že nejspíše utrpěl otřesem mozku, protože si po dopadu víc nepamatoval. Jelikož neviděl letadlo padat, myslel si nejprve, že vypadl z letadla, které se vrátilo zpět. Vzdušný souboj svým hlukem přitáhl pozornost obyvatel, kteří si všimli i parašutisty, kterého našel Vladimír Pelcer. Choceničtí odvezli Nouryho na saních do vesnice, kde jej ošetřili. Po ošetření byl převezen na četnickou stanici v Blovicích, kde jej zajali příslušníci gestapa a odvezli do Plzně k výslechům..
Po výsleších jej jako válečného zajatce předali k internaci v táboře Stalag Luft III., zajateckém táboře pro spojenecké letce v Německu, později byl přesunut do Pruska. V zajetí byl držen několik dní na lodi, bez jídla a pití, mezi zajatci byly vši a úplavice, po přistání lodi pokračovali přeživší na další cestu. Po osvobození americkou armádou byl s dalšími zajatci převezen do Francie, kde byl ošetřen, odvšiven a kde se zotavoval. Do USA se vrátil v květnu 1945, kde se teprve dozvěděl o osudu zbytku posádky.

## Po válce
Po válce se věnoval civilní práci, byl zaměstnancem několika potravinářských firem a vlastníkem obchodu v Cumberlandu. Později studoval Univerzitu Rogera Williamse, aby získal vysokoškolské vzdělání. Byl dvakrát ženat, měl tři syny a tři dcery. Po celý život měl starost o válečné veterány, ať již členstvím a zapojením v Americké legii a dalších, či podporou nejrůznějších veteránských charit.
V roce 2004 navštívil jižní Plzeňsko poprvé a stal se čestným občanem obce Prádlo a města Nepomuk, znovu přijel v roce 2009. Přijetí v České republice si vážil:
| „                                      | Mé srdce je plné lásky ke všem dobrým lidem v Nepomuku a v České republice, od kterých se mi dostalo tak nádherného přijetí. Mám tolik krásných dojmů a vděčnosti vůči vám, že snad jen Bůh muže ocenit jejich hloubku. | “ |
| — Raymond A. Noury, Nepomuk, únor 2004 | |   |

Raymond Noury měl přijet do Česka v únoru 2014 na připomínku 70. výročí pádu, ale zemřel ve věku 90 let před Vánoci v roce 2013. Skromný a pokorný malý seržant či malý stařík, jak byl pro svůj malý vzrůst občas označován, ztělesňoval pro část obyvatel jižního Plzeňska spojenecké vojáky, kteří osvobodili většinu západních Čech. Při svých dvou pobytech si obrazně získal srdce celého Nepomucka.

## Vyznamenání
Kromě Stříbrné hvězdy byl seržant Noury vyznamenán Purpurovým srdcem (Purple Heart) a získal Medaili válečného zajatce (Prisoner of War Medal). Za účast na bojích v Evropě získal Medaili za evropsko-africko-středovýchodní tažení, jeho jednotka získala Distinguished Unit Citation, obdržel Good Conduct Medal udělovanou za vzornou službu, American Theater Campaign Ribbon za službu na americkém bojišti a medaili za službu v amerických obranných silách (American Defense Service Medal). V roce 2002 získal vojenské vyznamenání Záslužný letecký kříž (Distinguished Flying Cross, DFC), které je udělováno za dobrovolné hrdinské činy ve vzdušném boji nad rámec povinností.

## Pomníky
Na místě dopadu letadla byl na památku zemřelých letců umístěn kříž a později památník Nakloněný obelisk, jehož odhalení se seržant Noury zúčastnil v květnu 2009. V obci Prádlo je umístěna skromná pamětní deska na hřbitově a v centru obce pomník posádce. Na deskách památníku i pomníku je uvedeno jméno Raymonda Nouryho spolu se zbytkem posádky. Raymond Noury je patronem jednoho ze stromů, které byly vysazeny na návsi v Prádle v roce 2009.